# Fry Saddle
Der Fry Saddle ist ein Gebirgspass in Form eines Bergsattels im Entstehungsgebiet des Fry-Gletschers im ostantarktischen Viktorialand. Er liegt rund 6,5 km westsüdwestlich des Mount Douglas. 
Entdeckt wurde er 1957 von neuseeländischen Landvermessern im Rahmen der Commonwealth Trans-Antarctic Expedition (1955–1958), die ihn in Verbindung mit dem gleichnamigen Gletscher nach Albert Magnus Fry (1857–1938) benannten, einem schottischen Schokoladenproduzenten und Sponsor der Nimrod-Expedition (1907–1909) unter der Leitung des britischen Polarforschers Ernest Shackleton.